# أرثوذكسية متطرفة

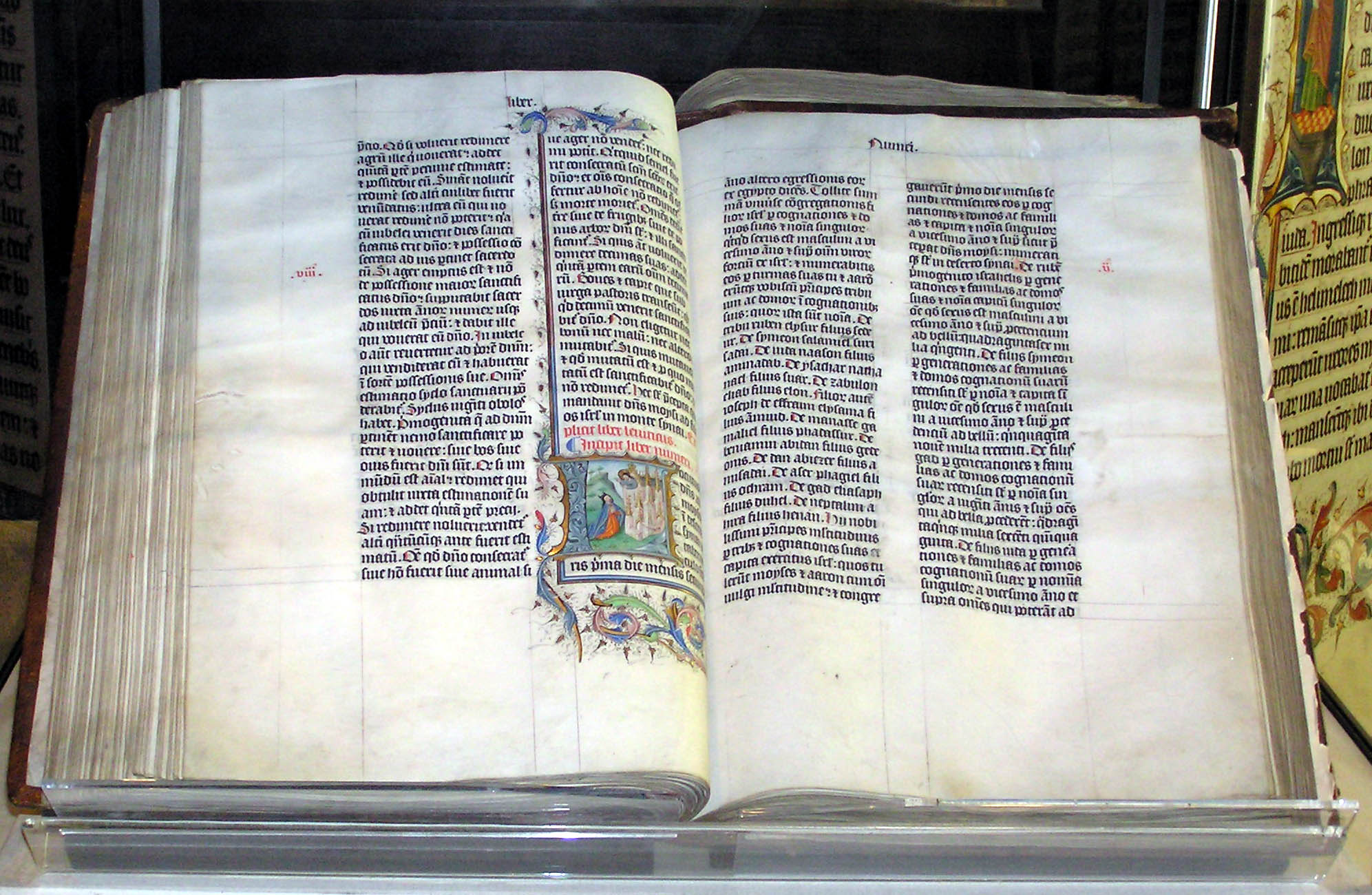

الأرثوذكسية المتطرفة هي مدرسة دينية فلسفية مسيحية تستغل فلسفة ما بعد الحداثة من أجل رفض نموذج الحداثة. أسس الحركة جون ميلبانك وآخرون، وتستمد اسمها من عنوان مجموعة من المقالات المنشورة من قبل روتليدج عام 1999: الأرثوذكسية المتطرفة: مذهب لاهوتي جديد، من تحرير ميلبانك وكاثرين بيكستوك وغراهام وارد. على الرغم من أن مؤسسي الحركة الأساسيين ينتمون إلى المذهب المسيحي الأنجليكاني، تحوي الأرثوذكسية المتطرفة مذاهب دينية تتبع لعدد من الكنائس المسيحية.

## الأفكار الرئيسية
لخص ميلبانك الأرثوذكسية المتطرفة في سبع أفكار رئيسية مترابطة هي:
- رفض أي تفريق حقيقي بين الإيمان والمنطق، أو بين المنطق والوحي، أي إن المعرفة البشرية موجودة فقط ضمن الحدود التي أضاءت الحقيقة الإلهية النور عليها.
- لا يمكن فهم جميع الخلق إلا كمشاركة في كينونة الرب، وبذلك يظهر لنا لمحات من طبيعة الرب دون فهمها بشكل كامل.
- البنى البشرية (مثل الثقافة والمجتمع واللغة والتاريخ والتكنلوجيا) تشارك أيضًا في كينونة الرب. وهي ليست «عائقًا ضدها».
- يعمل اللاهوت من خلال السيمياء أي «المشاركة بين العمل البشري والعمل الإلهي»، واللذين ينتمي كل منهما في النهاية إلى الرب. يُدعى هذا العمل (والنشاطات المتبادلة ضمنه) باسم «الشعائر»، إذ تستدعي الأعمال الجماعية البشرية النزول والتدخل الإلهيين.
- رفض عدمية ما بعد الحداثة، والتي تستنتج غياب أي حقيقة وراء الوجود بما أنه لا أساس للحقيقة في «وجود حدسي حتمي بالمطلق». تعترف الأرثوذكسية المتطرفة بأن الحقيقة لا تمتلك أي أساس منطقي أو حتمية محددة، لكنها تقرأ غياب الأساس المنطقي على أنه يوجه لتوجيه المحدود إلى الأزلي. تعتبر العقلانية بنظرهم شرًا لأنها تعتبر البشرية هي من يحكم على الحقيقة بنفسها، وبالتالي تتناقض مع الوحي الإلهي التجسيدي لحقيقة الرب الخالدة. يمكن ملاحظة هذا الأمر على امتداد التاريخ، لكنه متركز بشكل أساسي في الكنيسة.
- «من دون الرب، يرى البشر التفاهة في صميم جميع الأشياء. يعتبرون الموت أكثر حقيقة من الحياة. يعني هذا أن الجسد يتجرد ويصبح أجوفًا، ويصبح التجريد واقعًا حقيقيًا دائمًا، كما في مقولة ’كل شيء هو انحلال’. فقط الإيمان بالسمو والمشاركة في هذا السمو يمكن لها في الواقع أن يعطي حقيقة للمادة والجسد. الرب يسمو متجاوزًا الجسد، لكنه أكثر جسدية من الجسد. بالتالي تركز الأرثوذكسية المتطرفة على تقدير الجسد والجانب الجنسي وكل ما هو حسي وجمالي»، في حين تبقى محافظة على الزهد، إذ يعتبر الالتزام الصارم للجسد الذي يتجه باتجاه الرب ’أمرًا أساسيًا للحفاظ على قيمته’.
- يشارك البشر أيضًا في كينونة الطبيعة والبشر الآخرين. نتيجة ذلك، يكون الخلاص سماويًا بقدر ما يكون مشتركًا. يؤدي الخلاص بالتالي إلى ظهور ’تحرر للطبيعة من الخوف والكرب’ ووصوله إلى أعلى درجات الانسجام والجمال، بالإضافة إلى تعاون مثالي ديمقراطي واشتراكي بين الأشخاص، ’على أساس الاعتراف المشترك بالفضيلة الحقيقية’. في سبيل هذه الغاية، تنذر الكنيسة من إقامة مملكة الرب الكاملة.
- خلف كل هذه الأفكار، يقع مبدأ العودة إلى اللاهوت باعتباره ’أساس جميع العلوم’ أو أعلى المستويات الممكنة للمعرفة البشرية، وهو إعادة تأكيد في فترة ما بعد الحداثة للمذاهب اللاهوتية الأرثوذكسية في التاريخ القديم والعصور الوسطى.